# Hiroshi Morita
Hiroshi Morita (森田 浩史, Morita Hiroshi) est un footballeur japonais né le 18 mai 1978.